# Blue Velvet
Blue Velvet är en amerikansk film från 1986, skriven och regisserad av David Lynch. Huvudrollerna spelas av Kyle MacLachlan, Isabella Rossellini, Dennis Hopper och Laura Dern.

## Handling
Jeffrey Beaumont (Kyle MacLachlan) hittar ett avklippt människoöra som han lämnar till polisen, utredaren John Williams (George Dickerson), men kan ändå inte låta bli att starta sin egen utredning. Han slår sig ihop med utredarens dotter Sandy (Laura Dern), som har mer information.
Jeffrey och Sandy spionerar på en kvinna som sjunger på en lokal bar, Dorothy Vallens (Isabella Rossellini). Jeffrey gör upp en plan för att ta sig in i Dorothys lägenhet medan hon uppträder på klubben. Dorothy upptäcker honom, men hon förstår att han inte är farlig och blir istället attraherad av honom. Han är också attraherad av henne och de inleder ett sexuellt förhållande, präglat av Dorothys masochism. Samtidigt håller Jeffreys och Sandys relation på att utvecklas till en kärleksrelation.
Jeffrey har räknat ut att Dorothy är rädd för någon och denne någon visar sig vara en pervers och sadistisk kriminell gängledare vid namn Frank. Frank (Dennis Hopper) håller Dorothys man och son som gisslan för att hon ska sjunga "hans" sång "Blue Velvet" på klubben och vara tillgänglig sexuellt för honom. Jeffrey bevittnar gömd i en garderob hur Frank våldtar Dorothy. Sedan Frank försvunnit tröstar han henne med smekningar som snart leder till sex.
Senare blir Jeffrey och Dorothy påkomna tillsammans av Frank. Frank bestraffar Jeffrey genom att ta med honom "på en åktur" till den hemliga bordell där Dorothys son hålls fången. Han tar sedan med honom till en avlägsen plats där han slår honom medvetslös. Jeffrey lyckas ta sig hem men lider av samvetskval gentemot Dorothy. Han lämnar avslöjande material om en av polisens medarbetare, vilken han upptäckt är en av Franks män, till Sandys far. Detta leder till en intern uppgörelse där Frank mördar två av sina män i Dorothys lägenhet.
När Jeffrey och Sandy kommer hem från en fest, där de officiellt blivit ett par, finner de Dorothy naken och i chocktillstånd utanför huset. Det blir uppenbart för Sandy att Jeffrey haft en sexuell relation med Dorothy.
Jeffrey tar sig till Dorothys lägenhet, där han återigen nästan blir påkommen av Frank. Han lyckas dock lura Frank och skjuta ihjäl honom innan Sandy och hennes far anländer till platsen. Filmen slutar med idylliska scener. Dorothy återfår sin son och uppgår i rollen som moder. Sandy och Jeffrey är tillsammans. I sista scenen beundrar de en rödhake som symbol för kärlek.

## Rollista

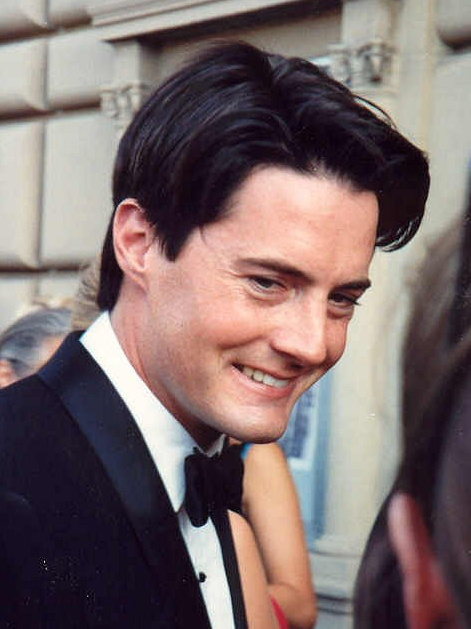
Kyle MacLachlan spelar Jeffrey Beaumont.

| Isabella Rossellini | – Dorothy Vallens                         |
| Kyle MacLachlan     | – Jeffrey Beaumont                        |
| Dennis Hopper       | – Frank Booth                             |
| Laura Dern          | – Sandy Williams                          |
| Hope Lange          | – Mrs Williams                            |
| Dean Stockwell      | – Ben                                     |
| George Dickerson    | – Kriminalpolis John Williams             |
| Priscilla Pointer   | – Mrs Beaumont                            |
| Frances Bay         | – Tant Barbara                            |
| Jack Harvey         | – Tom Beaumont                            |
| Ken Stovitz         | – Mike                                    |
| Brad Dourif         | – Raymond                                 |
| Jack Nance          | – Paul                                    |
| J. Michael Hunter   | – Hunter                                  |
| Dick Green          | – Don Vallens                             |
| Fred Pickler        | – "Yellow Man" / kriminalpolis Tom Gordon |

## Om filmen
Filmen spelades in den 10 februari-22 april 1986 i Lumberton och Wilmington, båda i North Carolina, USA. Den hade världspremiär vid Festival des Films du Monde (Montréal) i augusti 1986 och svensk premiär den 13 mars 1987 på Göta i Göteborg och Sture i Stockholm, åldersgränsen är 15 år. Filmen har även visats på TV4 och SVT1, den släpptes på video i Sverige i januari 1996.
Filmen var från början fyra timmar lång, men klipptes ner till två timmar. 
Flera suggestiva element återfinns i filmen, som David Lynch senare utvecklat och som blivit en sorts signum för honom. Scenen med Dorothy Vallens som sjunger med draperier bakom sig förebådar andra scener, både med en mystisk sångerska och med draperier, exempelvis i TV-serien Twin Peaks. Den sexuellt perverterade rollfiguren Frank Booth och den hemliga bordellen påminner också om företeelser i samma serie. En scen med en bil som rusar genom mörkret skildrat genom vägmarkeringar som dyker upp för att genast försvinna återfinns i Mulholland Drive.
Filmen blev Oscarsnominerad 1987 i kategorin bästa regi, men blev utan pris.

## Musik i filmen
- "Blue Velvet", skriven av Bernie Wayne och Lee Morris, framförd av Bobby Vinton
- "Blue Star", skriven av David Lynch och Angelo Badalamenti, framförd av Isabella Rossellini
- "Love Letters", skriven av Victor Young och Edward Heyman, framförd av Ketty Lester
- "Livin' For Your Lover", framförd av Chris Isaak
- "Gone Ridin'", framförd av Chris Isaak
- "Mysteries of Love", skriven av David Lynch och Angelo Badalamenti, framförd av Julee Cruise
- "In Dreams", skriven och framförd av Roy Orbison
- "Honky Tonk (Part I)", skriven av William Doggett, Clifford Scott, Shep Sheppard, Billy Butler och Henry Glover, framförd av William Doggett
- "Blue Velvet", skriven av Bernie Wayne och Lee Morris, framförd av Isabella Rossellini

## Utmärkelser
- 1986 - Los Angeles Film Critics Association Awards - LAFCA Award - Bästa regi, David Lynch
- 1986 - Los Angeles Film Critics Association Awards - LAFCA Award - Bästa manliga biroll, Dennis Hopper
- 1986 - Montréal World Film Festival - Bästa skådespelare, Dennis Hopper
- 1986 - Sitges - Catalonian International Film Festival - Caixa de Catalunya - Bästa foto, Frederick Elmes
- 1986 - Sitges - Catalonian International Film Festival - Caixa de Catalunya - Bästa film, David Lynch
- 1987 - Avoriaz Fantastic Film Festival - Stora priset, David Lynch
- 1987 - Boston Society of Film Critics Awards - BSFC Award - Bästa foto, Frederick Elmes
- 1987 - Boston Society of Film Critics Awards - BSFC Award - Bästa regi, David Lynch
- 1987 - Boston Society of Film Critics Awards - BSFC Award - Bästa film
- 1987 - Boston Society of Film Critics Awards - BSFC Award - Bästa manliga biroll, Dennis Hopper
- 1987 - Fotogramas de Plata - Bästa utländska film, David Lynch
- 1987 - Independent Spirit Award - Bästa kvinnliga huvudroll, Isabella Rossellini
- 1987 - Joseph Plateau Award - Bästa utländska film
- 1987 - National Society of Film Critics Awards - NSFC Award - Bästa foto, Frederick Elmes
- 1987 - National Society of Film Critics Awards - NSFC Award - Bästa regi, David Lynch
- 1987 - National Society of Film Critics Awards - NSFC Award - Bästa film
- 1987 - National Society of Film Critics Awards - NSFC Award - Bästa manliga biroll, Dennis Hopper